# Maximilian Karl Lamoral O'Donnell
Pour les articles homonymes, voir O'Donnell.
Maximilian Karl Lamoral O'Donnell von Tyrconnell (né à Vienne le 29 octobre 1812, mort à Salzbourg le 14 juillet 1895) est un militaire autrichien issu de la noblesse irlandaise.

## Biographie
Maximilian est le fils du comte Maurice O'Donnell von Tyrconell (en) (18 mars 1780-1er décembre 1843) et de Christine de Ligne (4 janvier 1788-19 mai 1867), fille légitimée du prince Charles-Joseph de Ligne. Maximilian épouse Franziska Wagner, d'origine noble.
Maximilian fait ses études à Dresde avant d'épouser la carrière militaire. Il entre au service de l'Autriche. Il est présent en Italie en 1848 et en Hongrie en 1849 où il reçoit des promotions pour ses mérites. Il devient aide de camp de l'empereur François-Joseph.

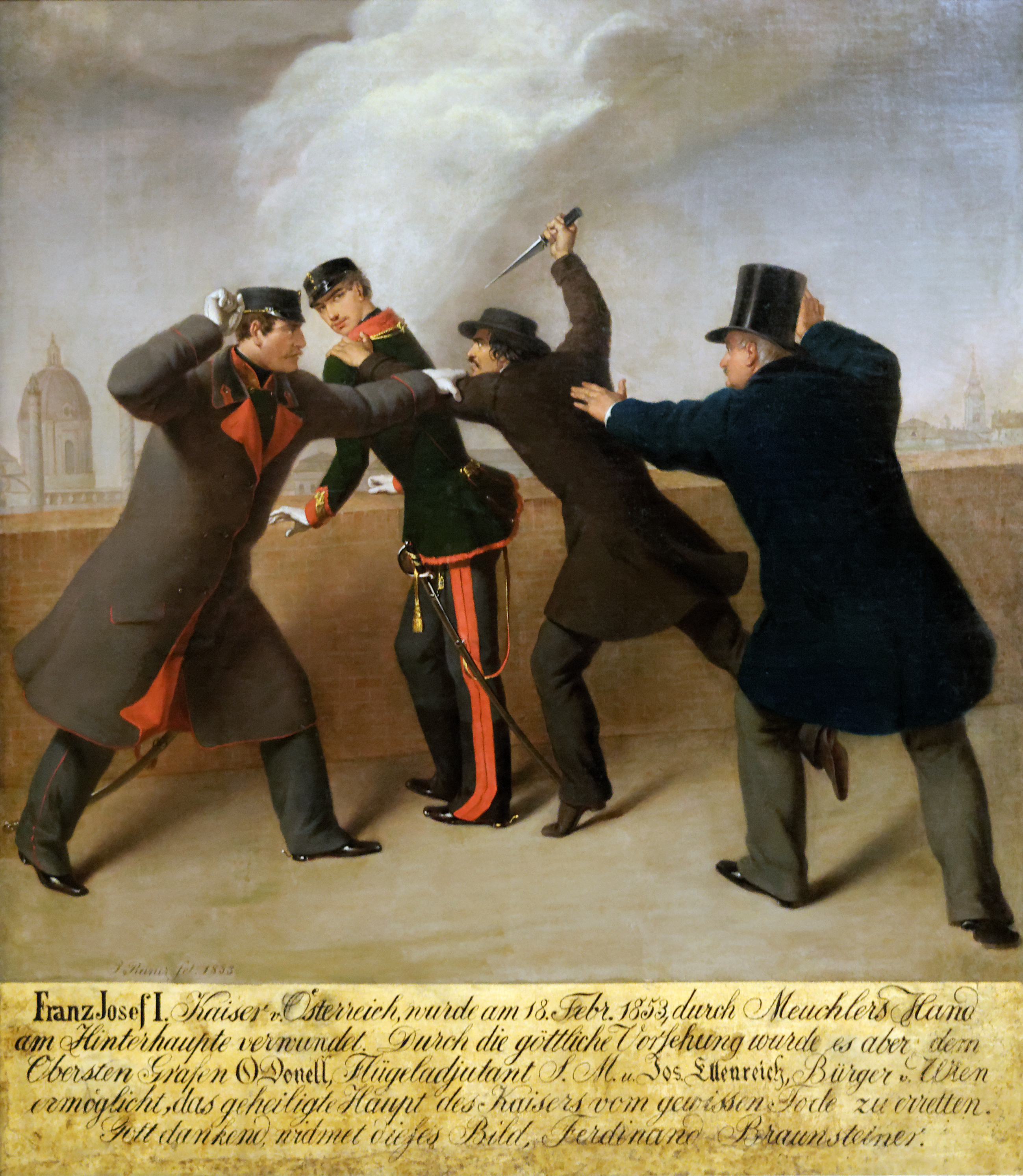
L'attentat contre François-Joseph, tableau de J. Reiner. Le personnage à gauche est O'Donnell.

Ce qui rend célèbre O'Donnell, non seulement dans l'armée mais aussi à la cour, c'est d'avoir sauvé la vie de l'empereur au cours d'un attentat. Le 18 février 1853, Maximilian réussit à stopper János Libényi (de), un nationaliste hongrois qui tente de poignarder François-Joseph. Libényi est condamné à mort pour tentative de régicide et exécuté près de Spinnerin am Kreuz.
Maximilian est fait comte de l'Empire autrichien.

## Sources
- (it) Cet article est partiellement ou en totalité issu de l’article de Wikipédia en italien intitulé « Maximilian Karl Lamoral O'Donnell » (voir la liste des auteurs).